# Asian Tri-Nations Rugby 1999
Navigation
Asian Tri-Nations Rugby 2013
L'Asian Tri-Nations Rugby 1999 est la première édition de la compétition de rugby à XV organisée sous l'égide de l'Asian Rugby Football Union. L'équipe de Hong Kong remporte la compétition.

## Classement
| Rang | Pays           | J | V | N | D | Bo | Bd | Pm  | Pe  | Diff | Pts |
| ---- | -------------- | - | - | - | - | -- | -- | --- | --- | ---- | --- |
| 1    | Hong Kong      | 4 | 2 | 1 | 1 | 0  | 0  | 109 | 46  | +63  | 0   |
| 2    | Taipei chinois | 4 | 2 | 1 | 1 | 0  | 0  | 81  | 112 | -31  | 0   |
| 3    | Singapour      | 4 | 1 | 0 | 3 | 0  | 0  | 55  | 87  | -32  | 0   |

|  | Vainqueur de la compétition |

## Résultats
| 15 mai 1999 | Singapour | 12 – 10 | Hong Kong |  |
| 15 mai 1999 |           |         |           |  |
| 15 mai 1999 |           |         |           |  |

| 18 mai 1999 | Taipei chinois | 19 – 19 | Hong Kong |  |
| 18 mai 1999 |                |         |           |  |
| 18 mai 1999 |                |         |           |  |

| 22 mai 1999 | Taipei chinois | 32 - 27 | Singapour |  |
| 22 mai 1999 |                |         |           |  |
| 22 mai 1999 |                |         |           |  |

| 29 mai 1999 | Hong Kong | 25 - 5 | Singapour |  |
| 29 mai 1999 |           |        |           |  |
| 29 mai 1999 |           |        |           |  |

| 5 juin 1999 | Singapour | 11 - 20 | Taipei chinois |  |
| 5 juin 1999 |           |         |                |  |
| 5 juin 1999 |           |         |                |  |

| 8 juin 1999 | Hong Kong | 55 – 10 | Taipei chinois |  |
| 8 juin 1999 |           |         |                |  |
| 8 juin 1999 |           |         |                |  |